# Strombolicchio
Strombolicchio a Tirrén-tengerben, Szicíliától északra elhelyezkedő vulkáni eredetű Lipari-szigetek egyik apró tagja. A szigetcsoport hét nagyobb képviselője közül a legészakibb Stromboli partjaitól 1,5 kilométerre északkeletre emelkedik ki a tengerből meredek oldalaival. A Strombolicchio tipikus erodálódott kürtőkitöltés, vulkanológia szakkifejezéssel neck.
A mai Stromboli kialakulását megelőzően, mintegy 360 ezer évvel ezelőtt kezdett működni, és körülbelül 200 ezer éve fejezte be tevékenységét a sziklatömböt is létrehozó vulkán. A tűzhányó kürtőjét kitöltő, megszilárdult magmát körülvevő salakkúp viszonylag laza anyagát a tenger eróziója lepusztította. A kürtőkitöltés így a felszínre kerülhetett, és mivel felépítő kőzete sokkal ellenállóbb, nagy része máig megőrződött.
Strombolicchio magassága eredetileg 56 méter volt, azonban 1926-ban, a világítótorony építésekor a szirt tetejét részben ledózerolták, legmagasabb pontja most 49 méterrel emelkedik a vízszint fölé. A napenergiával működő toronyhoz 211 lépcsőfok visz.

## Fordítás
Ez a szócikk részben vagy egészben  a   Strombolicchio című német Wikipédia-szócikk fordításán alapul.  Az eredeti cikk szerkesztőit annak laptörténete sorolja fel. Ez a jelzés csupán a megfogalmazás eredetét és a szerzői jogokat jelzi, nem szolgál a cikkben szereplő információk forrásmegjelöléseként.

## Külső hivatkozások
- Strombolicchio és a Stromboli fejlődése (angol, német és olasz nyelven)